# José Dias Coelho
José António Dias Coelho (Pinhel, 19 de junho de 1923 — Lisboa, 19 de dezembro de 1961) foi um artista plástico, militante e dirigente do Partido Comunista Português.

## Biografia

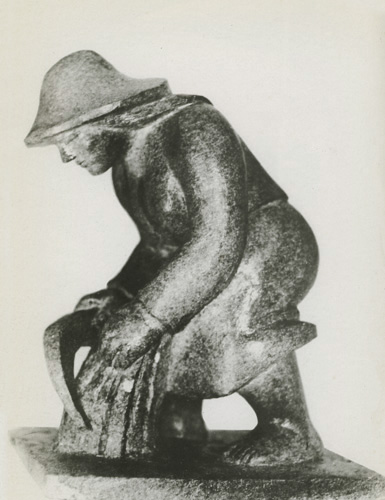
Ceifeira, gesso patinado

Natural de Pinhel, próximo da Guarda, passou a sua infância em Coimbra e Castelo Branco.
Foi aluno da Escola de Belas Artes de Lisboa onde entrou em 1942. Frequentou primeiro o curso de Arquitetura, e depois o de Escultura.
Ainda muito jovem aderiu à Frente Académica Antifascista e, mais tarde (em 1946), ao MUD Juvenil. Participante em várias lutas estudantis em 1947, aderiu de seguida ao Partido Comunista Português e, em 1949, foi detido pela PIDE após participar na campanha presidencial de Norton de Matos. Em 1952, foi expulso da Escola Superior de Belas Artes e impedido de ingressar em qualquer faculdade do país; seria também demitido do lugar de professor do Ensino Técnico. 
José Dias Coelho vai trabalhar, em 1952, como desenhador com os arquitetos, Keil do Amaral, Hernâni Gandra e Alberto José Pessoa numa oficina na Rua Fernão Álvares do Oriente 8 CV/Esq., no Bairro de São Miguel em Lisboa.
Em 1955 entra para a clandestinidade, enquanto exercia funções no PCP, com o objetivo de criar uma oficina de falsificação de documentos para dar cobertura às atividades dos militantes clandestinos. Exercia esta atividade na altura do seu assassinato pela PIDE, em 19 de dezembro de 1961, na Rua da Creche, que hoje tem o seu nome, junto ao Largo do Calvário, em Lisboa.
O assassínio foi levado a cabo por António Domingues, chefe de brigada, acompanhado pelos agentes Manuel Lavado e Pedro Ferreira, numa apreensão mandatada por José Gonçalves. O agente disparou dois tiros, um atingindo as roupas de Manuel Lavado (que então agarrava já Dias Coelho que tentara fugir) sem contudo ferir o colega, e outro à queima roupa de Dias Coelho, ferindo-o mortalmente.
O assassinato levou o cantor Zeca Afonso a escrever e dedicar-lhe a música A Morte Saiu à Rua. O mesmo fez o grupo Trovante com a música Flor da Vida. Da vida pessoal de José Dias Coelho há ainda a salientar a sua relação com Margarida Tengarrinha, também artista plástica. O casal teve três filhas.
Ao optar pela clandestinidade em 1955, põe de parte a sua carreira artística como escultor, que nesse mesmo ano vê os primeiros sinais de reconhecimento público, com duas esculturas para a Escola Primária de Campolide (secções feminina e masculina) e uma grande escultura para a Escola Primária de Vale Escuro, em Lisboa, e dois baixos-relevos, um para o Café Central das Caldas da Rainha, e outro para a fábrica Secil.
Já estava na clandestinidade quando, em junho de 1956, se realizou a 10.ª e última das Exposições Gerais de Artes Plásticas; José Dias Coelho foi um dos organizadores dessas exposições, desde a primeira edição em 1946, e é um dos artistas que expõe a partir da segunda. Por não poder participar abertamente na 10.ª edição por estar na clandestinidade, um grupo de amigos expõe a escultura da cabeça da irmã Maria Emília, que já havia sido exposta, para garantir que o seu nome consta do catálogo.
Com uma intensa atividade social e intelectual a par da política, travou e manteve amizade com várias figuras destacadas da sociedade portuguesa de então, tais como os arquitetos, Keil do Amaral e João Abel Manta, com Fernando Namora, Carlos de Oliveira, José Gomes Ferreira, Eugénio de Andrade, José Cardoso Pires, Abel Manta, Rogério Ribeiro, João Hogan, Rolando Sá Nogueira, bem como aqueles que viriam dentro em breve a liderar os movimentos de independência em África, na altura estudantes em Lisboa: Agostinho Neto, Vasco Cabral, Marcelino dos Santos, Amílcar Cabral e Orlando Costa.
Em março de 1975, quase um ano depois do 25 de Abril, foi finalmente organizada uma exposição na sua homenagem, na Sociedade Nacional de Belas Artes, Lisboa.

## Ler mais
- COUTINHO, Júlia. José Dias Coelho: Breve Cronologia Pessoal e Afluentes.
- José Dias Coelho: Artista Militante e Militante Revolucionário
- SANTOS, Luisa Duarte "José Dias Coelho: Desatando um a um os nós do silêncio"
- TENGARRINHA, Margarida. A morte saiu à rua.